# Augustinuskirche (Schwäbisch Gmünd)

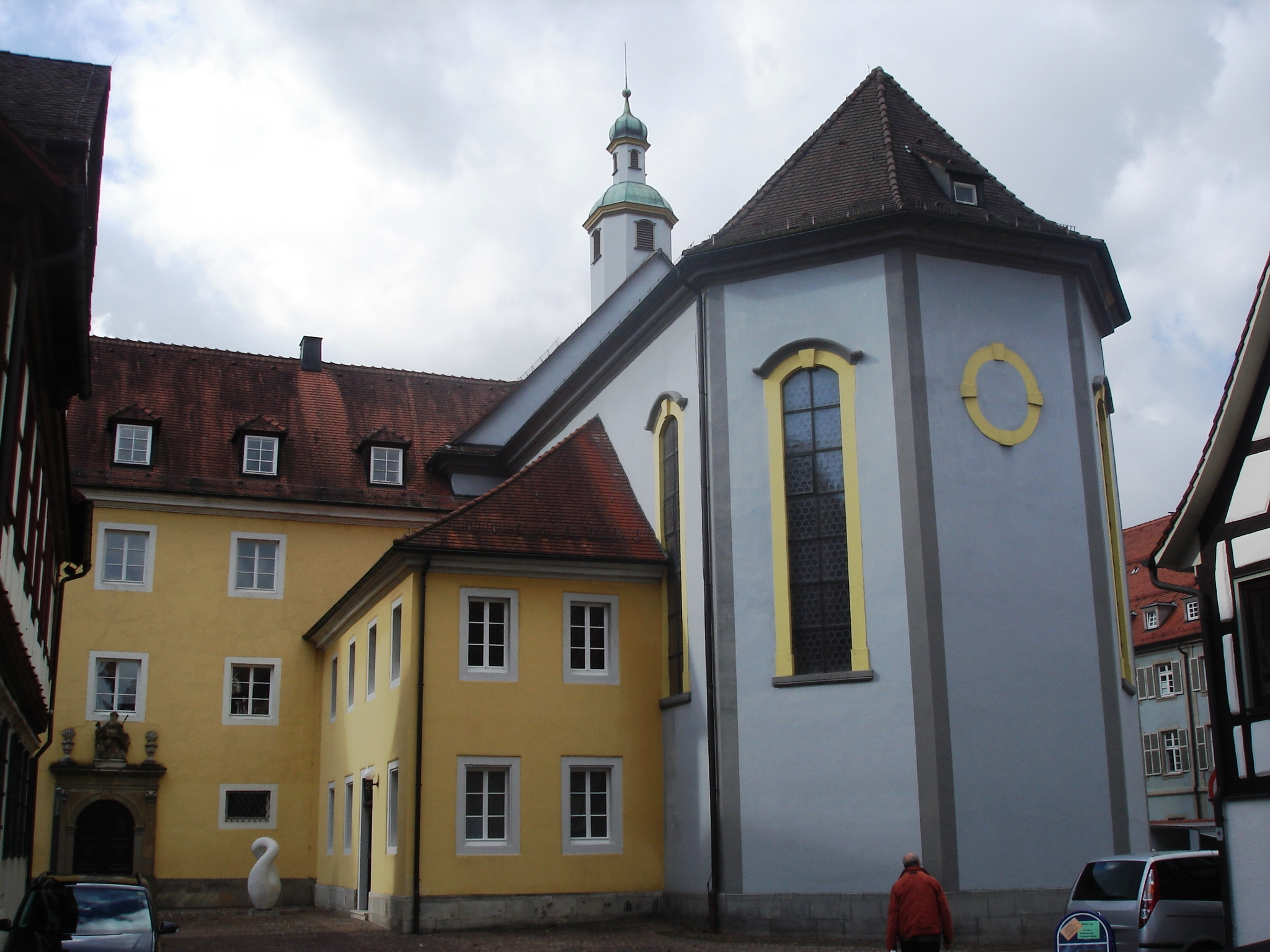
Augustinuskirche vom Münsterplatz aus. Links an die Kirche angebaut sind im Vordergrund der Sakristeibau, im Hintergrund die Klostergebäude

Die Augustinuskirche in Schwäbisch Gmünd ist die ehemalige barockisierte Klosterkirche des Gmünder Augustinerklosters, die heute evangelische Gemeindekirche in der Kernstadt ist und in der Nachbarschaft des Heilig-Kreuz-Münsters liegt.

## Geschichte

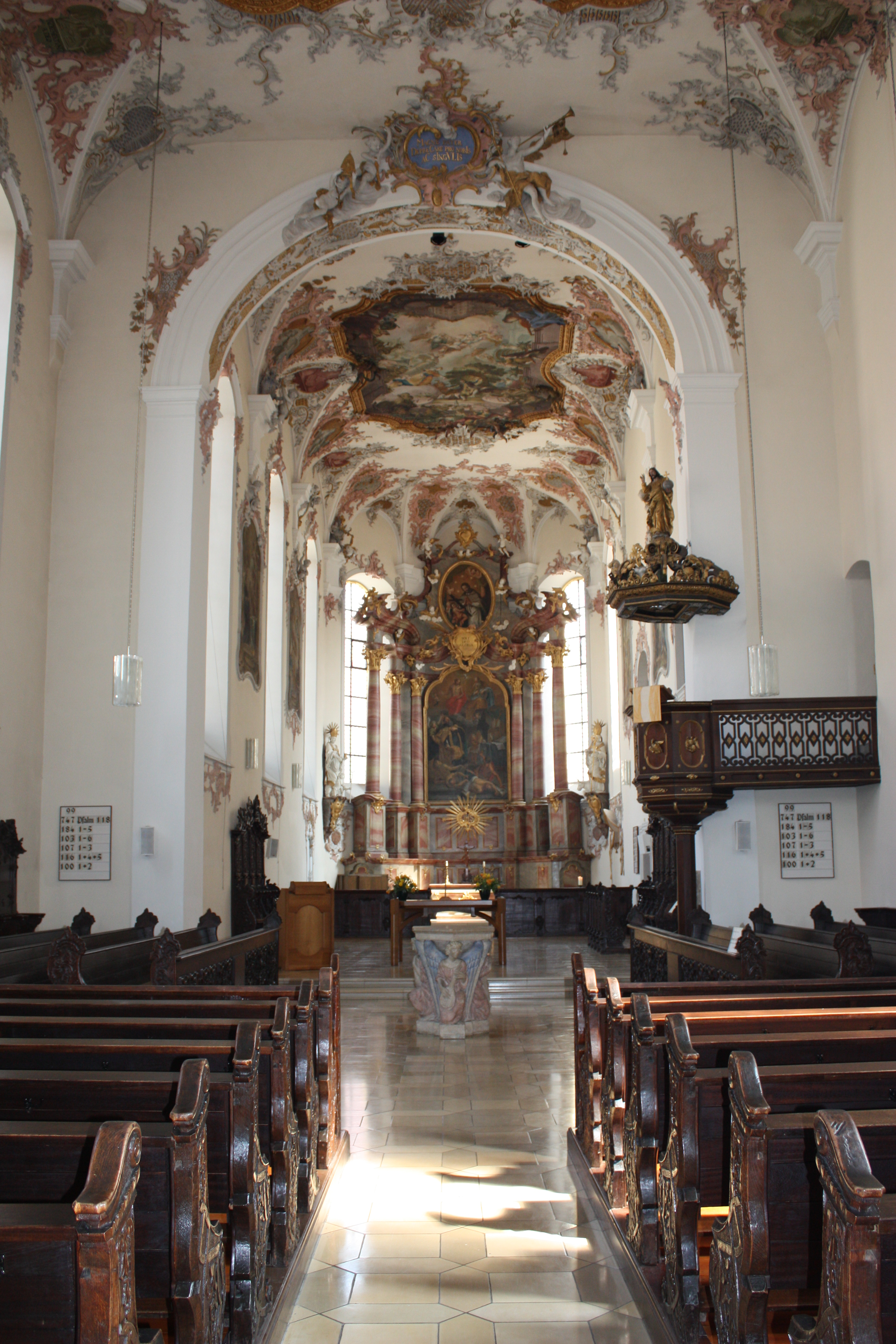
Innenraum der Augustinuskirche

Seit 1284 war es dem Augustiner-Eremitenorden durch den Bürgermeister der Stadt Schwäbisch Gmünd erlaubt, sich in der Stadt aufzuhalten, Grundstücke zu erwerben und diese zu bebauen. Zu dieser Zeit wurden wohl die ersten Klosterbauten begonnen, die ab 1308 gesichert bestanden. Wann der Kirchenbau begonnen wurde, ist heute nicht mehr genau festzustellen. Es wird davon ausgegangen, dass aber zuerst ein gerader Chorschluss vorhanden war, der 1432 durch einen Chorneubau in der heutigen Form ersetzt wurde. Zu dieser Zeit handelte es sich bei der Augustinuskirche um eine spätgotische Kirchenanlage, von der heute keine Merkmale mehr frei sichtbar sind.
1535 nahm Kaiser Karl V. im Augustinerkloster, das zu dieser Zeit aus mittelalterlichen Fachwerkbauten bestand, Quartier. Nachdem 1680 die Kirche noch einmal einen Umbau erfahren hatte, wurde schon 1732 ein katastrophaler Zustand des Klosters und der Kirchengebäude festgestellt, der 1755 wegen Einsturzgefahr nochmals bekräftigt wurde. Schon 1747 wurde der barocke Neubau des Klosters abgeschlossen. Ab 1756 wurde dann mit den Umbauarbeiten an der Kirche begonnen, die einen Teilabbruch der spätgotischen Kirche beinhalteten. Geleitet wurden die Baumaßnahmen von Johann Michael Keller, der zu dieser Zeit Stadtbaumeister in Schwäbisch Gmünd war. 1758 waren die Umbauarbeiten abgeschlossen.
Am 3. Januar 1803 erhielt das Kloster ein Aufhebungsdekret, was die Räumung des Klosters zur Folge hatte. 1806 wurde die Kirche zur evangelischen Garnisonkirche und 1817 zur evangelischen Stadtpfarrkirche bestimmt. 1855 wurde ein Eingang vom Münsterplatz am Chorscheitel durchgebrochen, um mehr Sitzplätze für Garnisonsangehörige zu schaffen. Der Durchgang wurde 1963 im Zuge einer Kirchenrestaurierung wieder geschlossen.

## Ausstattung

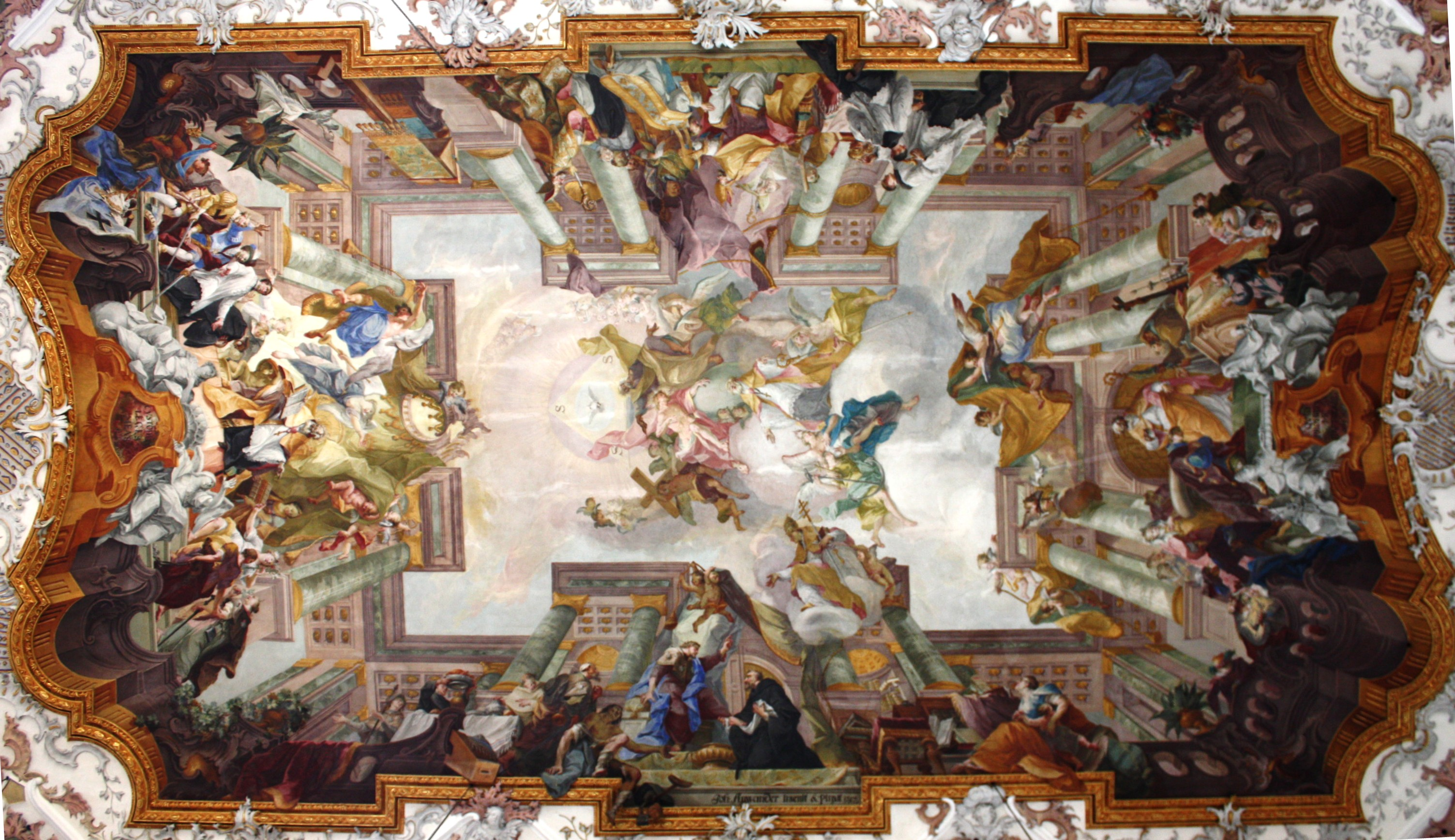
Deckenfresko im Langhaus

Der Chor ist sowohl an den Wänden als auch an der Decke, das Langhaus nur an der Decke durch Fresken von Johann Anwander gestaltet. Die Fresken zeigen größtenteils Begebenheiten aus dem Leben des Heiligen Augustinus. Die restlichen Fresken beziehen sich auf andere Ordensheilige. Neben der Orgel befindet sich das Storrsche Oratorium. Es ist eine kastenförmige Loge. An der Ostseite der Loge prangt ein prächtiges Wappen der Storr von Ostrach.
Der barocke Hochaltar wurde 1770 vom Augustiner Fidelis Hellwirth zusammen mit seinem Schwager Franz Joseph Bergmüller geschaffen. Die Heiligenfiguren stammen vom Vorgängeraltar und wurden um 1700 geschaffen. Die Seitenaltäre und Beichtstühle wurden zwischen 1805 und 1810 nach Hohenberg und Gotteszell verbracht.
Sehenswert ist der um 1700 geschaffene Schalldeckel der Kanzel, deren Korb von 1871 stammt. An der südlichen Chorwand in der Nähe der Kanzel befindet sich das Epitaph für Philipp Senfft von Sulpurg († 15. Februar 1515).
Das Gestühl wurde 1829 bis 1835 eingebaut. Das Chorgestühl stammt von 1750. Im Langhaus wurden noch quergestellte Laienbänke mit Rokokowangen und reichen zwei- beziehungsweise vierfeldigen Dorsalen aufgestellt.

## Orgeln

### Bornefeld-Rensch-Orgel (1964–2021)

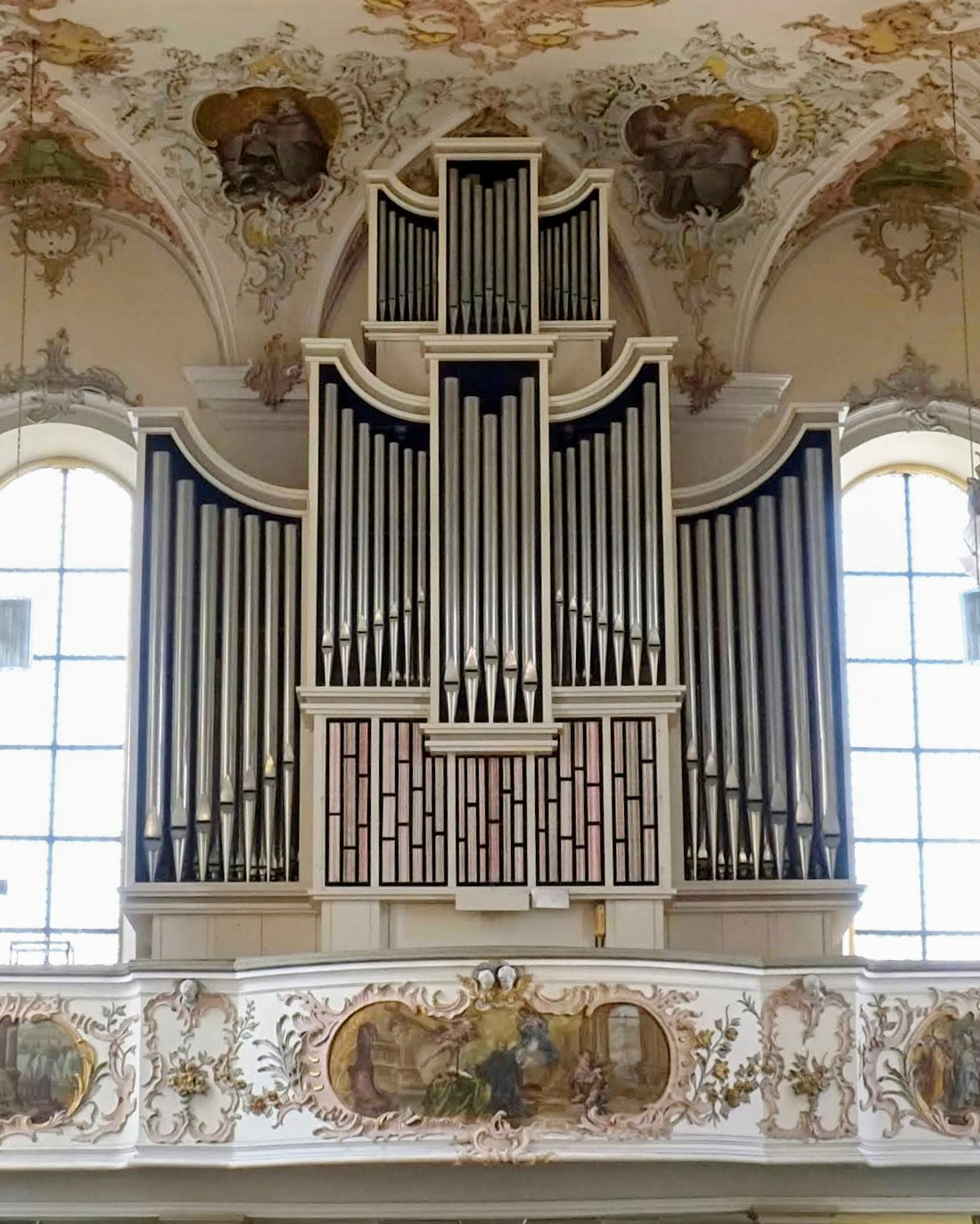
Bornefeld-Rensch-Orgel (1964–2021)

Die bisherige Orgel wurde 1963/64 von der Orgelbauwerkstätte Richard Rensch aus Lauffen am Neckar erbaut und ersetzte ein Instrument von Johann Heinrich Schäfer aus dem Jahr 1861. Das Instrument hatte 30 Register auf 2 Manualen und Pedal. Seine Spieltraktur war mechanisch, die Registertraktur elektrisch. Disposition, Mensuration, Spieltisch und Prospektform waren von Helmut Bornefeld entworfen worden, der auch den künstlerischen Schmuck fertigte. Anlässlich einer Generalausreinigung erfolgte 1987 eine Dispositionsänderung durch die Erbauerfirma. Die Orgel wurde im September 2021 abgebaut und an das ehemalige Kamaldulenser-Kloster im Dorf Wigry am gleichnamigen See, Gemeinde Suwałki, Kreis Suwałki in der polnischen Woiwodschaft Podlachien verkauft. Ihre Disposition bis dahin lautete:
| I Hauptwerk C–c4 |                       |        |
| 1.               | Gedacktpommer         | 16′    |
| 2.               | Prinzipal (Prospekt)0 | 8′     |
| 3.               | Gemshorn              | 8′     |
| 4.               | Oktave                | 4′     |
| 5.               | Flöte                 | 4′     |
| 6.               | Nasat                 | 2 ⁄3′  |
| 7.               | Oktave                | 2′     |
| 8.               | Terz                  | 1 3⁄5′ |
| 9.               | Mixtur IV–VI          | 1 ⁄3′  |
| 10.              | Trompete              | 8′     |
|                  | Tremulant             |        |

| II Brustwerk C–c4 |             |        |
| 11.               | Rohrgedackt | 8′     |
| 12.               | Rohrflöte   | 4′     |
| 13.               | Rohrquinte  | 2 ⁄3′  |
| 14.               | Prinzipal   | 2′     |
| 15.               | Gemshorn    | 2′     |
| 16.               | Terz        | 1 3⁄5′ |
| 17.               | Gemsnasat   | 1 ⁄3′  |
| 18.               | Zimbel IV   | 1⁄2′   |
| 19.               | Sordun      | 16′    |
| 20.               | Schalmei    | 4′     |
|                   | Tremulant   |        |

| Pedal C–f1 |                              |     |
| Hauptlade  |                              |     |
| 21.        | Prinzipal (teilw. Prospekt)0 | 16′ |
| 22.        | Untersatz                    | 16′ |
| 23.        | Oktavbaß                     | 8′  |
| 24.        | Posaune                      | 16′ |
| 25.        | Trompete                     | 8′  |

| Sololade |                           |       |
| 26.      | Gedackt                   | 8′    |
| 27.      | Choralbass                | 4′    |
| 28.      | Flöte (teilw. Prospekt) 0 | 4′    |
| 29.      | Mixtur II                 | 2′+1′ |
| 30.      | Clairon                   | 4′    |
|          | Tremulant Sololade        |       |

- Koppeln: Normalkoppeln II/I, I/P, II/P
- Spielhilfen:
  - 3 freie Kombinationen, 1 freie Pedalkombination
  - 10 Gruppenzüge (Vorpleno P 16′, Pleno P 16′, Vorpleno HW 8′, Pleno HW 8′, Gesamtpleno 16′, Zungenpleno 16′, Tutti, Pleno BW 8′, Kornett BW 8′, Zungenabsteller)
- Anmerkungen:

1. ↑  Ursprünglich Rauschharfe 4′+2 2⁄3′.
2. ↑  Ursprünglich Nonenkornett III 2 2⁄3′.
3. ↑  Ursprünglich Italienischer Prinzipal 2′.
4. ↑  Ursprünglich Larigot II 1 1⁄3′+1′.
5. ↑  Ursprünglich Hörnlein II 1 3⁄5′+1 1⁄7′.
6. ↑  Ursprünglich Messingschalmei 4′.
7. ↑  Ursprünglich Basszink IV 5 1⁄3′.
8. ↑  Ursprünglich Choralbass III 4′.
9. ↑  Ursprünglich Glöckleinton II 2′+1′.

### Eule-Orgel (ab 2023)
Im Jahr 2021 war ein Orgelneubau geplant, der von der Werkstätte Hermann Eule Orgelbau aus Bautzen ausgeführt werden soll. Die ursprünglich für Advent 2022 geplante Einweihung verschiebt sich Stand September 2021 auf Sommer 2023. Nach einem revidierten Entwurf (bei gleicher Manualanzahl und gleichem Manualumfang) soll die neue Orgel 31 Register, zuzüglich 4 Extensionen, in folgender Disposition erhalten:
| I Hauptwerk C–c4 |                 |       |
| 1.               | Salicional      | 16′   |
| 2.               | Principal       | 8′    |
| 3.               | Flöte           | 8′    |
| 4.               | Viola di Gamba0 | 8′    |
| 5.               | Gedackt         | 8′    |
| 6.               | Octave          | 4′    |
| 7.               | Gemshorn        | 4′    |
| 8.               | Quinte          | 2 ⁄3′ |
| 9.               | Superoctave     | 2′    |
| 10.              | Cornett II–IV   | 2 ⁄3′ |
| 11.              | Mixtur IV       | 1 ⁄3′ |
| 12.              | Trompete        | 8′    |

| II Schwellwerk C–c4 |                       |        |
| 13.                 | Bourdon               | 16′    |
| 14.                 | Geigenprincipal       | 8′     |
| 15.                 | Viola d’amour         | 8′     |
| 16.                 | Harmonica             | 8′     |
| 17.                 | Lieblich Gedackt      | 8′     |
| 18.                 | Vox coelestis (ab c)  | 8′     |
| 19.                 | Fugara                | 4′     |
| 20.                 | Traversflöte          | 4′     |
| 21.                 | Nassat                | 2 ⁄3′  |
| 22.                 | Flautino              | 2′     |
| 23.                 | Terz                  | 1 3⁄5′ |
| 24.                 | Progressio II–IV      | 2′     |
| 25.                 | Trompette harmonique0 | 8′     |
| 26.                 | Oboe                  | 8′     |

| Pedal C–g1 |                             |     |
| 27.        | Subbass                     | 16′ |
| 28.        | Violonbass                  | 16′ |
| 29.        | Principalbass               | 8′  |
|            | Flötenbass (= Ext. Nr. 27)0 | 8′  |
|            | Cello (= Ext. Nr. 28)       | 8′  |
|            | Octavbass (= Ext. Nr. 29)   | 4′  |
| 30.        | Posaune                     | 16′ |
| 31.        | Trompetenbass               | 8′  |
|            | Clairon (= Ext. Nr. 31)     | 4′  |

## Glocken

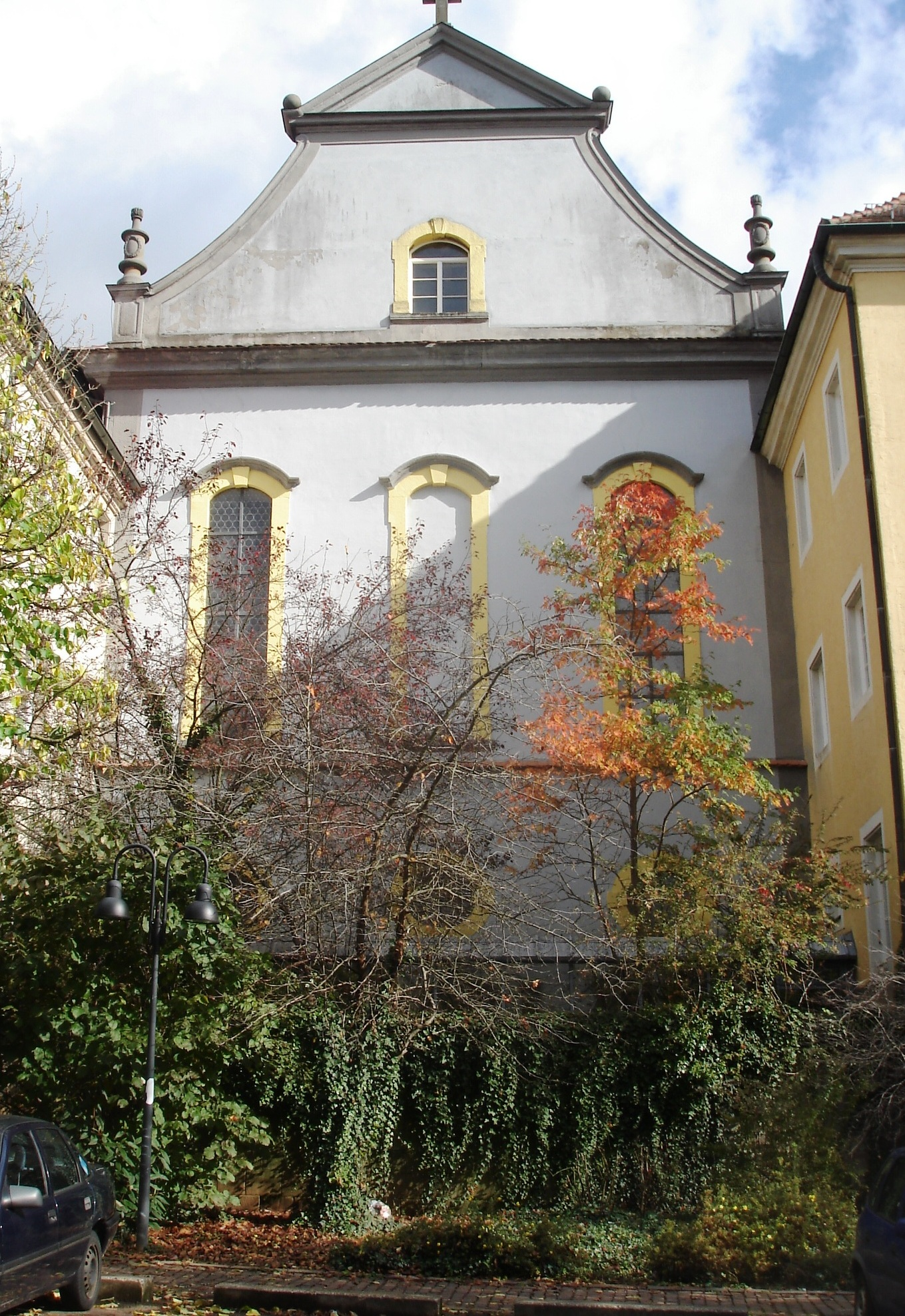
Westfassade vom Turniergraben aus

Im achteckigen Dachreiter der Augustinuskirche befinden sich heute zwei Glocken. Die erste stammt aus dem Ritterstift Comburg und wurde 1790 von Johann Ernst Lösch aus Crailsheim gegossen. Die zweite Glocke wurde 1952 von Heinrich Kurtz aus Stuttgart gefertigt und von evangelischen Gemeindemitgliedern gestiftet.
| Nr. | Name  | Durchmesser | Gussjahr | Ton |
| --- | ----- | ----------- | -------- | --- |
| 1   | k. A. | 485 mm      | 1790     | As″ |
| 2   | k. A. | 549 mm      | 1952     | F″  |